# Andrés Marinangeli
Roberto Andrés Marinangeli (Pérez, Argentina, 24 de abril de 1981) es un exfutbolista y entrenador argentino de fútbol que jugó como portero.

## Trayectoria

### Como futbolista
Marinangeli comenzó su carrera con Renato Cesarini, y jugó para el lado de equipo reserva o B de Rosario Central antes de mudarse a Chile con Deportes La Serena en 2000.
De regreso a su país de origen en 2002 jugó para Banco de la Nación, Totoras Juniors, Gödeken y Arroyo Seco antes de mudarse a España en 2010 con EMF Aluche.

### Como entrenador
Mientras jugaba en el Aluche, Marinangeli fue entrenador de porteros de los juveniles y también actuó como segundo entrenador del primer equipo. En 2012 se unió al cuerpo técnico de Esteban Becker en la selección femenina de fútbol de Guinea Ecuatorial.
En 2017 fue fichado por el Guangzhou Evergrande para trabajar en sus escuelas de fútbol de Madrid, y también volvió a Aluche en enero de 2018, ahora nombrado entrenador del primer equipo. En la temporada 2019-20 formó parte del cuerpo técnico de Lolo Escobar en Las Rozas CF ejerciendo como preparador de porteros.
En agosto de 2020 después de un breve período a cargo del humilde equipo madrileño Iglesia La Vid FC se mudó a los Emiratos Árabes Unidos para trabajar como entrenador sub-18 de Dibba Al-Hisn. Cambió de equipo y país nuevamente en julio de 2021 luego de ser nombrado asistente de David Perdiguero en el club boliviano Real Santa Cruz.
Marinangeli dejó el club boliviano en diciembre de 2021, siendo nombrado poco después entrenador de Altos Hornos Zapla en su país de origen. El 16 de marzo de 2022 regresa al Real Santa Cruz siendo ahora nombrado entrenador del primer equipo en sustitución del despedido Daniel Farrar.
En su debut como técnico con los Albos el 2 de abril de 2022 el equipo de Marinangeli derrotó al Oriente Petrolero por 2-1.

## Clubes

### Como futbolista
| Club               | País      | Año       |
| ------------------ | --------- | --------- |
| Renato Cesarini    | Argentina | 1994-1997 |
| Rosario Central    | Argentina | 1998-1999 |
| Deportes La Serena | Chile     | 2000-2001 |
| Banco Nación       | Argentina | 2002      |
| Totoras Juniors    | Argentina | 2003-2006 |
| Gödeken            | Argentina | 2007-2008 |
| Arroyo Seco        | Argentina | 2009      |
| EMF Aluche         | España    | 2010-2011 |

### Como entrenador
| Club                                   | País                   | Año       |
| -------------------------------------- | ---------------------- | --------- |
| EMF Aluche (asistente)                 | España                 | 2010-2011 |
| Guinea Ecuatorial Femenina (asistente) | Guinea Ecuatorial      | 2012-2015 |
| Guinea Ecuatorial (asistente)          | Guinea Ecuatorial      | 2015-2017 |
| Aluche                                 | España                 | 2018      |
| Iglesia La Vid                         | España                 | 2020      |
| Dibba Al-Hisn U-20                     | Emiratos Árabes Unidos | 2020-2021 |
| Real Santa Cruz (asistente)            | Bolivia                | 2021      |
| Zapla                                  | Argentina              | 2022      |
| Real Santa Cruz                        | Bolivia                | 2022      |
| Jorge Wilstermann                      | Bolivia                | 2023      |
| Libertad Gran Mamoré                   | Bolivia                | 2023      |
| Real Potosí                            | Bolivia                | 2024      |